# Apopudobalia
Apopudobalia är en påhittad sport och ämnesnamnet på ett spökord, en mild bluff, i ett referensverk. Trots att sporten aldrig existerat gav den tyskspråkiga encyklopedin Der neue Pauly en beskrivning av den i sin upplaga från 1996. Enligt deras artikel är apopudobalia en sport med grekisk-romerska rötter som påminner om dagens fotboll.
Artikeln citerar lagom svag dokumentation för den icke-existerande sporten, inklusive en festskrift för en M. Sammer. Den hävdar vidare att en romersk variant spreds med legionärer över det romerska riket till Brittiska öarna där "sporten fick ett uppsving under 1800-talet", samt att den inte sågs med blida ögon av tidiga kristna krönikeskrivare som Tertullianus.
I verkligheten spelade romarna verkligen ett bollspel som kallades harpastum.